# Medaglia di Imtiaz
La medaglia di Imtiaz è una decorazione militare dell'Impero ottomano.

## Storia
La medaglia venne istituita come collegata all'Ordine della Gloria nel 1882 per merito del sultano Abdul-Hamid II dell'Impero ottomano e venne concessa in due classi, oro e argento. La medaglia d'oro era la più alta onorificenza militare ottomana, mentre la medaglia in argento si trovava posta gerarchicamente sopra la Medaglia di Liyakat in argento ma sotto quella di Liyakat in oro.

## Insegne
- Il diametro della  medaglia è di 37 mm e riporta sul diritto lo stemma dell'Impero Ottomano con la legenda tradotta "Sotto l'assistenza e la bontà divina, Abdulhamid Khan, Sultano dell'Impero Ottomano". Il tughra del sultano Abdulhamid II si trovava in cima alla medaglia. Sul retro si trova l'iscrizione tradotta "Medaglia per quanti abbiano mostrato eccezionale lealtà e coraggio per l'Impero Ottomano" che illustra la causa di concessione della medaglia. Sotto l'iscrizione vi era un'area rettangolare dove l'insignito apponeva il proprio nome e sotto si trovava la data 1300 (1882).

La medaglia venne concessa in gran numero anche durante la prima guerra mondiale e come tale sul nastro venne aggiunta una barretta con l'anno 1333 (1915) sotto un paio di sciabole incrociate.
- Il nastro è metà rosso e metà verde.